# Club Balonmano Cantabria
Il Club Balonmano Cantabria è stata una squadra di pallamano maschile spagnola con sede a Santander.

È stato fondato nel 1975.

## Palmarès

### Trofei nazionali
- Liga ASOBAL: 2
  - 1992-93, 1993-94.
- Coppa del Re: 2
  - 1988-89, 1994-95.
- Coppa ASOBAL: 4
  - 1990-91, 1991-92, 1996-97, 1997-98.
- Supercoppa di Spagna: 2
  - 1993, 1995.

### Trofei internazionali
- Champions League: 1
  - 1993-94.
- Coppa delle Coppe: 2
  - 1989-90, 1997-98.
- EHF Cup: 1
  - 1992-93.
- Super Globe: 1
  - 1996-97.